# 비정형적 항정신병제제
비정형적 항정신병제제(非定型的抗精神病製劑, 영어: atypical antipsychotic) 또는 비전형적 정신병 약물(非典型的精神病藥物)은 전형적 항정신병제제에 대비되는 말이다. 제2,3세대 항정신병제제라고도 불린다.
전형적 조현병 치료제인 클로르프로마진(Chlorpromazine) 또는 할로페리돌(Haloperidol) 등은 약리학적 메카니즘에 따른 추체외로증상, 고프로락틴혈증 따위의 부작용이 나오기 쉬운 경향이 있었다. 그에 비해 올란자핀, 클로자핀, 쿠에티아핀, 아리피프라졸 등 비전형적 조현병 치료제는 이러한 부작용이 현저히 낮다고 알려져 있다. 아리피프라졸 사용자의 44%가 저프로락틴혈증 진단을 받았다는 보고가 있다.
그러나, 대규모 시험에서는 그러한 경향이 발견되지 않았다는 보고도 있다. 유효성 또한 동등한 것으로 알려져 있다.

## 같이 보기
- 항정신병제제